# マイ・ファンタジー
「マイ・ファンタジー／KYOKO Ⅰ」は、1982年8月21日に発売された小泉今日子の1枚目のオリジナル・アルバム。
デビューシングル「私の16才」と2枚目のシングル「素敵なラブリーボーイ」を収録。
帯コピー：”キョンキョン! ちょっぴりてれた16才。ファン待望のファースト・アルバム完成!!”

## 収録曲

### LP／CT

#### SIDE A
1. 私の16才
作詞：真樹のり子／作曲：たきのえいじ／編曲：神保正明
  - デビュー・シングルA面曲。
2. 黄色いチューリップ
作詞：三浦徳子／作曲：鈴木キサブロー／編曲：萩田光雄
3. 夏もよう
作詞・作曲：たきのえいじ／編曲：神保正明
4. フルール
作詞・作曲：たきのえいじ／編曲：神保正明
5. 宛先のない手紙
作詞：荒木とよひさ／作曲・編曲：萩田光雄

#### SIDE B
1. 素敵なラブリーボーイ
作詞：千家和也／作曲：穂口雄右／編曲：矢野立美
  - 2ndシングルA面曲。
2. せっかち
作詞：さいとう大三／作曲：鈴木キサブロー／編曲：竜崎孝路
3. 年頃
作詞：真樹のり子／作曲：たきのえいじ／編曲：神保正明
4. 回り道
作詞：三浦徳子／作曲：馬飼野康二／編曲：竜崎孝路
5. 街っ子ボーイ
作詞：荒木とよひさ／作曲：鈴木キサブロー／編曲：萩田光雄
6. シー・ユー・アゲイン
作詞：荒木とよひさ／作曲：鈴木キサブロー／編曲：竜崎孝路

### マイ・ファンタジー+2
- 2007年7月25日発売。デジタルリマスター盤・紙ジャケット仕様。ボーナス・トラックとして新たに2曲が収録された[2]。

1. 私の16才
2. 黄色いチューリップ
3. 夏もよう
4. フルール
5. 宛先のない手紙
6. 素敵なラブリーボーイ
7. せっかち
8. 年頃
9. 回り道
10. 街っ子ボーイ
11. シー・ユー・アゲイン

#### ボーナス・トラック
1. 三色れもん
作詞：荒木とよひさ／作曲：鈴木キサブロー／編曲：萩田光雄
  - デビュー・シングル「私の16才」B面曲。
2. 恋のヒットチャートNo.1
作詞：荒木とよひさ／作曲：鈴木キサブロー／編曲：船山基紀
  - 2ndシングル「素敵なラブリーボーイ」B面曲。